# Dangel
『Dangel』（デンジェル）とは、1995年9月9日にミンクから発売されたPC-9800シリーズ向けアダルトゲーム。
2003年2月14日には続篇『Danger Angel 〜異常進化〜』（デンジャーエンジェル いじょうしんか）が発売されたほか、同年3月14日には本作のWindows向けリメイク版が発売された。
2014年11月21日に発売されたミンクブランドパックのラインナップには、『Dangel』と『Danger Angel 〜異常進化〜』が含まれている。
本項はこれらすべてについて解説する。

## システム
本作は見下ろし型のターン制RPGであり、リメイク版も同様のシステムを持つ。

### システム（Danger Angel）
『Danger Angel』はオーソドックスなRPGであり、プレイヤーの行動によってHイベントが発生する仕組みとなっている。また、一部のアイテムはカードバトラーとのNPCとのカードバトルで入手することが出来るが、カードバトラーとの勝負に敗れた場合、所持アイテムを没収される。戦闘パートはターン制バトルを採用しており、敵との戦闘は、素早さの高い者から攻撃を初めて行く仕組みとなっている。キャラクターの行動は主に「攻撃」「魔法」「道具」「溜め」の4つがある。また、キャラクター固有の行動が用意されており、例えばアンデュークの場合は「変身」という自己強化手段が用意されている他、ミーナの場合は相手を魅了したり味方の精神状態を改善する「踊り」が存在する。

## あらすじ
性に自信のある少年・アンデュークはある女性との性行為中に身体を貫かれ、昏睡状態に陥る。アリシアという少女に介抱されていたアンデュークは昏睡から10年後に初めて目を覚ました。
ある日、アリシアはバーンシュタイン城へ使いに行く。城が妖魔に襲われていることを知ったアンデュークは駆けつけるが、アリシアは彼の目の前で死亡する。悲しむアンデュークの目の前で、アリシアの身体は妖精に変化し、コリーヌと名乗る。
コリーヌは、天族の血を引く唯一の人間であるアンデュークに、4つの天宝玉を集めて妖魔退治に必要な光の道を開いて欲しいと要請するも、アンデュークは消極的な態度を見せてる。
そこへ、バーンシュタイン城の王子クリスが天宝玉の一つを手に協力を引き受け、アンデュークを一蹴する。これによりアンデュークはやる気を見せ、アンデューク、コリーヌ、クリスの三人は天宝玉集めの旅に出た。
一行は、火山の峠道にある火の遺跡の守護者・シャルロットに出会い、二つ目の天宝玉を得る。さらに、盗賊のモニカとも出会い、彼女の故郷であるレインボーアイランドにて三つ目の天宝玉を得る。妖魔のベルゼイやセリーヌの妨害を受けつつも、一行は光の道があるとされる風の遺跡にたどり着く。ところが、彼女の罠によって魔に犯されたアンデュークは妖魔となり、三つの天宝玉も奪われる。彼の身体の中にあった最後の天宝玉の確保に成功した一行は、アンデュークを復活させることができる占い師レイミンを加え、アンデュークの肉体の奪還に成功する。天空に最も近い場所とされるシルバ城で儀式を行う。
復活したアンデュークと仲間達は、妖魔の本拠地である天空の城にてベルゼイやセリーヌを退けてすべての天宝玉を取り戻し、さらには妖魔王ギルガントを倒す。死の間際、ギルガントは天空の城を破壊する。アンデュークは、自らの内にある天宝玉を取り出して光の道を作り、仲間達と共に脱出を果たす。
戦いが終わり、各々は幸せな生活を送る。天界にて治療を受けたアンデュークは、天界に住まうことを提案される。彼は地上で暮らしたいと答えるが、その前に天界の女たちを味わいたいと話す。

### あらすじ（Danger Angel）
妖魔戦争から100年、戦いに敗れ、人間たちに奴隷として扱われてきた妖魔たちが反乱を起こした。
天族の一人であるジュリシスは人間を救おうと考えたが、天族の多くの者たちは人間側の自業自得だと見ていた。
協力者が得られないジュリシスは地上に降りる決心をし、彼女の父・天王ゼウスは「人間の起こした問題は、人間自身で解決すべきである。そのためには特殊な力を持つニーチャの女達と、天族の血を引く唯一の地上の男を協力者にせよ」と助言した。
ジュリシスは天族の血を引く唯一の地上の男・アンデュークを封印から解く。
アンデュークは復活早々世話役の神官・ミリィを犯した。アンデュークはジュリシスも犯そうとするが、ゼウスによって埋め込まれた<戒>の玉によってその試みは失敗する。ジュリシスは彼が封印されていた100年もの間に妖魔が復活したことを告げ、妖魔達に対抗できる力を持ったニーチャの女たちを見つけて欲しいと依頼する。さらに、ジュリシスはアンデュークに、ニーチャの女と交わらないと身体が疼く魔法をかける。アンデュークは、ニーチャの女たちと寝た後にジュリシスをいただくと宣言し、彼女の要請を引き受けた。
アンデュークとジュリシスは、港町コトフの囲い女・カリンから、ニーチャの女たちの一人であるヴィッシュがイヤック湖の浮島に住んでいるという情報を得る。二人はヴィッシュに用があるというブブカという男と共にイヤック湖へ行くも、その浮島は子供しか入れないため、科学者ポンダからもらった子供返りの薬を服用し、再び島へ向かう。アンデュークはかつての仲間・モニカと再会を果たしたのち、彼の同名の子孫の手引きでヴィッシュに出会う。アンデュークはヴィッシュを犯し、彼女がニーチャの女の一人であることを証明する。ことが終わった後、賞金目当てでヴィッシュの誘拐をたくらんでいたブブカは、本性をあらわにすると、彼女をさらってブリア城に行く。
要塞に入るための献上品を調達するためにコトフに戻ったアンデュークは、酒場の踊り子ミーナに手を出し逮捕されるが、留置されていた貿易会社を抜け出す。ミーナを加えた一行は、献上品を携えてブリア要塞へ向かうが、今度はミーナが捕らわれの身になってしまう。さらに、カップルが行方不明になったと噂の宿屋に宿泊したアンデュークらは憲兵によってブリア城まで連行される。二人は豚のような妖魔になったブリア王がブブカをむさぼり食う様子を目の当たりにする。続いて現れたブリア王の王妃セーラは、王を妖魔へと変え、王の婚約者であるヴィッシュの故郷であるルナ国を亡ぼす原因を作った者だった。妖魔王ギルガントの手先でもあるセーラは、アンデュークに強烈な快楽を与え、アンデュークを妖魔にしようとする。妖魔化しかけたアンデュークを鎮めるべく、ミーナは身体を差し出し、彼の凌辱を受け止める。正気を取り戻したアンデュークはセーラを倒した後、城の地下に監禁されていたヴィッシュを救出する。元の姿に戻ったブリア王から、海賊ポセイドンの船長がニーチャの女である可能性があるという情報を得、ヴィッシュを加えた一行は軍艦に乗って海賊ポセイドンの本拠地があるグラナーダ大陸へ向かう。
アンデュークは軍艦を襲撃した海賊ポセイドンの船長サンドラとの一騎打ちに臨むも、「天の怒り」という竜巻により勝負はお預けとなる。その際、乗務員が全員逃走したため、一行はサンドラの捕虜となる。海賊船からの脱出に成功したアンデュークは仲間達とはぐれるものの、網元の家で合流を果たし、妖魔島で妖魔メリッサを倒す。一行は海賊ポセイドンの本拠地のある島へ行き、収監されていたルナ国の兵士に出会う。ジャンとその手下たちを退けた後、アンデュークはサンドラと対決する。勝利を収めたアンデュークはサンドラを犯し、彼女がニーチャの女であることを証明する。アンデュークは続いて現れた悪魔ベリガンを倒すが、ベリガンは倒れる間際に大地震を起こす。ヴィッシュはルナ国の兵士を助けるべく船には乗らず、サンドラもヴィッシュに同行する。残されたアンデュークらは船で脱出を図るも、船は波にのまれてしまう。浜辺に打ち上げられていたジュリシスは、カイザークという青年に助けられた後、アンデュークらと合流する。船を出してもらうべく向かった海運組合にて、アンデュークは妖女タバサと接触する。サンドラとヴィッシュと合流したアンデュークらは、ニーチャの女がいるとされるダラ大陸へ向かう。
ネム教の総本山があるダラ大陸に来た一行は、かつての仲間・シャルロットの子孫の手引きで、ネム教の教祖・リンに会う。アンデュークはリンを犯し、彼女がニーチャの女だと証明する。一行はリンから闇の道についての話を聞き、彼女と共にそこへ向かう。道中のアグラ渓谷にて、妖魔に襲われていたバーンシュタイン盗賊団の首領の一人・アルシャを助けた後、一行はたくさんの石像がある地点にたどり着く。ミーナはそのうちの一体の奥に闇の道があると話すが、その表情はどこかおかしかった。サンドラがサイコキネシスで石像を動かすと、闇の道が続いていた。ミーナが一人で闇の道に進んで妖魔に襲われたため、一行は彼女を助けようとするも、離ればなれになってしまう。アンデュークとジュリシスがミーナを見つけたところに、悪魔バスティールが現れ、アンデュークに致命傷を与える。ジュリシスはアンデュークを救った後、姿を消す。
ネム教の総本山に戻ったヴィッシュらは、アンデュークを回復させるべく、鳥の民と呼ばれる者達がいるヨーク村へアンデュークを連れていき、モニカの手引きで、アンデュークのかつての仲間の一人レイミンと面会する。レイミンによってアンデュークの身体は回復したものの、精神の回復にはほど遠かった。レイミンからロックフェルド大陸にニーチャがいる可能性を示唆された一行は、鳥神ヨークリタンに乗って、ロックフェルド大陸を目指す。途中、一行はアラン監獄島でバーンシュタイン盗賊団のもう一人の首領・デルシャの助太刀をし、傷心のアンデュークは妖魔のタバサとソフィーとの3Pに及ぶ。
ロックフェルド大陸上空にたどり着いたとき、光の矢に射貫かれたヨークタリンはニーチャの街に墜落する。ニーチャの街を訪れた一行は妖魔と間違えられて処刑されかけるが、アルシャの仲裁により処刑を免れる。一行は遺跡に行こうとするが、操られたミーナを従えた妖魔王ギルガントが現れたため撤退する。その後、一行は科学技術の力を以て妖魔の力を取り込んで人間を強化する研究施設へ行く。アンデュークは研究によって妖魔化が進行しているサリー博士と、実験台にされたソフィーとの3Pにより魔を取り込む。
ニーチャの遺跡の地下で法皇ヨルバと謁見した際、天へと続くニーチャの塔に妖魔が向かったという情報が入る。一行は法皇を追う形でニーチャの塔を昇り、ニーチャの真の力を覚醒させる3つの鳳凰石を回収するが、残る一つはどこにも無かった。一行が最上階で待ち受けていたギルガントを倒したそのとき、カイザークが現れてアンデュークを拘束し、ミーナを犯す。すると、ミーナの中で封印されていたニーチャの力が解放され、彼女がニーチャの女であるという証明が果たされる。さらに、カイザークは自分がアンデュークの母アンジェと悪魔王アモンデスの子、即ちアンデュークの異父弟であることを明かすと、アンデュークの中の魔を増幅させて<戒>の玉を破壊し、獣人に変えた。4つの鳳凰石がそろったことにより、ニーチャの塔は天界へと昇り、カイザークは月の天宝玉で父であるアモンデスを召喚した。アモンデスはこれを伝ってオリンポスに至り、ジュリシスの目の前で天族の王ゼウスを殺害する。天宝玉とゼウスを喪ったことにより、オリンポスは墜落。悲しみに暮れるジュリシスを前に、カイザークは「悪魔と天族が手を取り合う必要があり、そのためには自分が悪魔王となり、ジュリシスを后に迎える必要がある」と述べる。カイザークに賛同できないジュリシスは、自らの純潔をアンデュークに捧げ、彼を元に戻した。
その後、一行は、サリー博士の父・ニコルの作った空中船に乗って、ミーナがいるとされるグラデト・シティへと向かう。娼婦館でミーナと再会したアンデュークは、落ち込む彼女を慰め、彼女の心を癒やす。その後、一行は竜巻「天の怒り」で空中船を魔族の城があるアレクサンドリアまで昇らせようとしたが、うまくいかなかったため、ジャン達が逃走に使った軍艦の主砲で強化することを考える。ニーチャの街に戻った一行は、バーンシュタイン盗賊団率いるレジスタンスが、妖魔となった住民達やバスティールと戦う様子を目の当たりにする。同じく妖魔となったアブラハムが妖媒ウイルスを撒いたため、アンデュークはニーチャの街そのものを破壊する形で蔓延を防いだ。
ハッタン島にあるアルシャの家に行った一行は、アルシャとデルシャが双子であること、そしてアンデュークのかつての仲間・クリスの子孫であることを知る。そこへバスティールが現れてデルシャを人質に取るが、アンデュークによって倒される。
アモンデス打倒のためには、ニーチャの遺跡にある「無想の間」で儀式を行い、各々の内にある神秘的な力を解放する必要があったが、儀式は各々の心の中のわだかまりが解けて初めて成功するというものだった。
ミーナが法皇が実の父であることに気づいたことにより彼女の心の中のわだかまりが解け、秘めた力が解放された。次に一行が赴いたネム教の総本山にて、リンは資料庫に保管されていた「レンの預言書」を読んで母親の面影に触れ、力がみなぎるのを感じる。続いて、一行はブリア城に行き、ヴィッシュはブリア王と誓いを立てたことにより秘めた力が解放される。その後、一行は同じく妖魔が溢れるオリンポスへ行き、仲間達の協力を得て、地下にある「天地の間」へたどり着く。父ゼウスの墓前で祈りを捧げたジュリシスは、秘めた力が解放されるのを感じると同時に、父が生前用いていた装備を受け継ぐ。さらに、サンドラはジャンからの情報を元に、一人で父親のいるとされる難破船へと乗り込む。妖魔と化した父との死闘の末、サンドラは父親が用いていた武具を手に入れ、彼女の中の秘めた力が解放される。また、アンデュークは、かつての仲間であるラオババの霊から彼が使っていた阿修羅の剣を授けられる。彼の内に秘められた力が解放された後、ラオババの忠告に従い、生まれ故郷の村・アルベニスにある母アンジェの墓参りをする。そこで、彼はカイザークと鉢合わせる。
天の怒り、ニーチャの力、さらにはジャン達の軍艦の主砲のパワーにより、空中船はアレクサンドリアにたどり着き、一行はアモンデスを打ち破った。アモンデスが一行を道連れにしようとしたそのとき、現れたカイザークにより抹殺される。一行は、地上と魔界をつなぐ封印の扉を通じて、魔界にある月の迷宮へと突入し、進化したカイザークとの最終決戦を迎える。
戦いの後、天界のオリンポス神殿は復旧し、新たな天王となったジュリシスの戴冠式が行われた。

## 登場人物
アンデューク・ディ・アレス
本作の主人公で、攻撃魔術と剣術に長けている。少年時代から子ども離れした身体能力と傲岸な性格、加えて近所の女達をたらし込むことで知られていた。ある女性との性行為中に身体を貫かれて以来昏睡状態に陥り、10年後に大人の姿で目覚めた。精神は眠っていた時から変わっておらず、自己中心的な乱暴者のままである。また、せっかちな一面もある。
コリーヌとともに妖魔との戦いに参加し、のちに妖魔戦争の英雄として知られるようになる。妖魔戦争終結後、流刑岩に繋がれる形で封印されていたが、その100年後にあたる『Danger Angel』では、ゼウスの娘ジュリシスによって封印を解かれている。
父は天王ゼウスの弟クレディウス、母は人間の女性アンジェである。また、『Danger Angel』に登場したカイザークは異父弟にあたる。さらに、『Danger Angel』では同名の子孫に会っている。
コリーヌ
天界生まれの妖精。妖魔を封印するという任務に失敗するも、アンデュークを援護し、光の道を復活させるために奔走する。戦闘能力に欠けていることもあり、アンデュークに付き従っている。
セリーヌ
コリーヌの異母妹で、天族と妖精のハーフ。10年前にアンデュークを殺害しようとし、妖魔を封印から解放した。悪行が目立つが、実際は愛に飢えた孤独な人物。
レイミン
魔導師兼占い師兼巫女。天族から力を授けられた一族の出身である。物語の途中でアンデュークを救うべく一度力を失うが、その功績を評価され、力を取り戻している。『Danger Angel』にも引き続いて登場しており、ヨーク村にてアンデュークを治療する。
ギルガント
『Dangel』のラスボスである妖魔王。
妖魔戦争終結から100年後にあたる『Danger Angel』にて、悪魔と融合する形で復活し、アンデュークへの復讐を果たすべく、セーラ、メリッサ、ソフィー、タバサの4人の妖女を彼に差し向ける。また、悪魔王アモンデスに忠誠を誓っている。
シャルロット
火の遺跡の守護者で、アンデュークの旅に同行した。『Danger Angel』では同名の子孫が登場している。
モニカ
アンデュークが旅先で仲間にした盗賊。妖魔戦争終結後、天族との盟約を結び、子ども達を守護するため、天族と同じ寿命を授けられた。『Danger Angel』においても引き続き登場している。
ラオババ
レイミンの祖母。『Danger Angel』の時点では霊となりながらもアンデュークが用いていた阿修羅の剣を守り続けていた。
クリス・バーンシュタイン
バーンシュタイン城の王子。『Danger Angel』では子孫である、アルシャとデルシャが登場している。

### 『Danger Angel』からの登場人物
ジュリシス・アルテミス・ル・ティバーニ
天族の女性で、天王ゼウスの娘でもある。周囲の反対を押し切って人間達を救うべく地上に降りた際、天族の秘宝である天宝玉の携帯を許されなかったため、下級の妖魔相手にも悪戦苦闘するほど弱体化している。また、生真面目な性格をしており、粗野な性格のアンデュークに戸惑う。
ルナティクス・ヴィッシュ
ルナ王国の王女で、ニーチャの女たちの一人である。読心術と剣と魔法を操る。
妖魔セーラと契りを交わした婚約者ブリア王が国を滅ぼした事が原因で人間不信に陥り、子どもしか入れないイヤック湖の浮島に引きこもっていた。アンデューク一行に加わった後は、正気を取り戻したブリア王とも和解する。
ペンテシレイヤ・サンドラ
ポセイドン海賊団船長で、ニーチャの女たちの一人である。念動力を応用して大剣を操る。幼少期に母と自分を捨てた父を恨んでいる。
リン・ネム
宗教国家ネム教の14代目の教祖。ニーチャの女たちの一人でもあり、幼少時からニーチャとしての自覚を持っている。未来予知能力を持つことに加え、格闘を得意とする。
父に元刀匠のラウ、妹に御成門の門番を務めるユンがいる。また、妖魔から身を守るため、ナムルという女性が影武者を務めている。
ミーナ・シルバ
声 - 川原栞
アンデュークが出会った踊り子。アンデュークを自分の理想である「世界一強い男」と認め、一行の旅に強引に加わった。その正体はニーチャの女たちの一人。長年親元を離れて一人で過ごしてきたため、危機回避能力に長けている。
ゼウス
声 - 一発矢太
天界の王。アンデュークの父クレディウスは弟であり、アンデュークの伯父にあたるが、アンデューク本人からはよく思われていない。
カイザーク・フォン・アトラス
声 - 四反田正人
アンデューク一行を追う悪魔。その正体は悪魔王アモンデスと人間の女性アンジェとの間の子であり、アンデュークは異父兄にあたる。
天族と悪魔が手を取り合う世界を夢見、そのためには実父を裏切ることも厭わない。一方で、ジュリシスのことを愛しており、自分が悪魔王になった時は、ジュリシスを后に迎えるつもりだった。
グレートクロノス・アモンデス
声 - 三崎充
ゼウスと同等の力を誇る悪魔の王。配下にバスティールとベリガンがいるほか、カイザークは実子である。
バスティール・フォン・プルートー
アモンデスの配下の悪魔。男爵の爵位を有しており、並の悪魔や妖魔王以上の戦闘能力を持つ。
ミリィ
若き神官。自らが幼少時からアンデュークの世話をしており、話し相手でもあった。
ブリア王
ヴィッシュの婚約者。地味ではあるものの、公正さで知られていた。セーラと契りを交わしたことにより妖魔となり、自らの領土を危機に陥れ、ヴィッシュの故郷・ルナ国を滅ぼした。セーラが倒された後、正気を取り戻した。
ジャン
海賊ポセイドンの若頭で、アンデュークとは仲が悪い。女言葉を使う一方、格闘王として知られるほど腕っ節が強い。
法皇ヨルバ
ニーチャの遺跡の守護者。ただし、権力は無く、その性質は賢者に近い。
アブラハム
ニーチャの遺跡がある街の守護者。多くの仲間を妖魔との戦いで喪った経験から、妖魔の力を取り込み強化を図っている。その結果、身体だけでなく精神も変質し、オリンポス墜落後にアンデューク一行が再びニーチャの街を訪れた時点では完全に妖魔となっていた。
アルシャ・バーンシュタイン
義賊・バーンシュタイン盗賊団の首領の一人で、後方からの指揮を主とする。女性的な姿をしているが実は男である。クリスの子孫であり、デルシャとは二卵性双生児の兄妹である。
デルシャ・バーンシュタイン
義賊・バーンシュタイン盗賊団の首領の一人で、最前線での戦闘を主とする。男性的な姿をしているが実は女である。クリスの子孫であり、アルシャとは二卵性双生児の兄妹である。

## 用語

### 種族
天族
絶大なる力を持ち、すべての世界を治める種族。平和な時代が続いたため『Danger Angel』の時点では、戦闘力が人間よりも劣っている。
人間
天族の加護を受け、地上を治める種族。『Danger Angel』では地上界における最大勢力で有りながらも、個々の能力のばらつきによって勢力拡大の勢いが衰えている。
ニーチャの女たち
『Danger Angel』にて登場した存在。人間たちの中でも、天上まで行く力を有する風の一族シルバの末裔。天族の怒りを買ったため、現在は4人しかいない。
妖族
人間より強い種族。天上と地上を移動する能力を持つ。天族に従う者とそうでない者の間で対立が起き、前者は妖精となり、後者は妖魔となった。
このうち妖魔は、妖魔王ギルガントがアンデュークに敗北したことにより人間達によって使役される存在になったが、『Dangerl Angel』ではギルガントの復活がきっかけで人間達に反乱している。また、女の妖魔と契りを交わした男もまた妖魔となる。
悪魔
魔界に君臨する存在であり、戦闘力を含む多くの面で天族とは対照的である。飛行能力はないが、月を介して地上に降り立とうと企んでいる。
爵位が存在し、権力・能力に応じて与えられる。

### 舞台
土の大陸
『Danger Angel』におけるイーリッシュ大陸に相当する。
火の大陸
『Danger Angel』におけるダラ大陸に相当する。天変地異によって生じた火山噴火の被害が最も大きく、ネム教の誕生につながった。
風の大陸
『Danger Angel』におけるロックフェルド大陸に相当し、ニーチャの遺跡が存在する。
グラナータ大陸
『Dangel』で発生した大地震によってできた大陸で、水の大陸に住んでいた住民が移住している。

## 開発

### 『Dangel』の開発
『WONPARAウォーズII』に引き続き、本作の原画は壽壽々郎が担当した。
敵キャラクターである妖魔のうち、女性の妖魔は妖艶な美女として描かれた一方、男性の妖魔は一般的なモンスターのイメージそのままにデザインされた。

### 『Danger Angel』の開発
『Danger Angel』は「異常進化」というサブタイトルのとおり、様々な面から「進化」を題材としている。
主人公アンデュークは、前作『Dangel』からの進化として「魔の力を取り込んで進化する」というテーマが設定され、荒々しさを前面に出した進化形態が用意されたほか、服装のデザインにもそのテーマが反映されている。
アンデュークの異父弟カイザークは、アンデュークとは正反対に冷静で紳士的なキャラクターとしてデザインされ、同様の理由から、進化形態での登場は最終戦に限定された。
当初、カイザークの衣装はアンデュークと対にするため、白地に紺色のスーツがデザインされていた。ところが、ほかの魔族のデザインに凶暴性をもたせたところ、カイザークが浮いてしまったことから、デザインが変更された。妖魔のデザインは前作を踏襲した一方、ギルガントは悪魔の力を借りて復活したという設定を反映させるため、筋肉質でスマートなデザインに仕上げられた。
今作の新たな敵キャラクターである悪魔は、天族とは対照的なイメージを持たせるため、キリッとしたかっこよさを持ったデザインに仕上げられた。また、天族は統一された服装を身につけているのに対し、悪魔の服装は各々の個性を反映したデザインが施された。
ミンク創立時からのスタッフである佐々木良和は本作の原画を手がけると同時に、CGの監修も行った。佐々木は『Danger Angel〜異常進化〜マテリアルガイド』の中で、漫画『デビルマン』から強く影響を受けたことを認めている。
また、本作では3DCGによる演出も採り入れられており、3DCGの製作は監修・シナリオを担当した渡中ノが兼任した。モデリングにあたり、2DCGをそのまま3DCGにするのではなく、各キャラクターの特徴を表現することに重きが置かれたほか、ポリゴン数をなるべく少なくするという方針がとられた。加えて、作品のイメージに合わせるため、ライティングを少し暗くし、メリハリがデルようにした。
世界観の設定に当たっては、本作をプレイしていないユーザーでも楽しめるよう、設定の引用は最小限にとどめられた。
エンディングテーマには石川梨華夫が作曲・編曲、内田湯気ノ丞が作詞し、華憐が歌う『このままでいいと伝えたい』が起用された。

## 関連商品
- デンジェル―天族の遺児 （メガヒット・ノベルズ）

逢瀬藍 著、1996年4月発売。
- Dangel原画集 (SAKURA・MOOK 81)

1996年8月発売。
- Danger Angel〜異常進化〜マテリアルガイド (メディアックスムック 226)

2003年5月発売。

### 書籍
- 田代浩章 編『Danger Angel〜異常進化〜マテリアルガイド (メディアックスムック 226)』メディアックス、2003年7月1日。ISBN 4-89613-926-7。
  - 「Charactrer's Introduction」、6-21頁。
  - 「ストーリーダイジェスト」、22-47頁。
  - 「Dangel Legendary Story」、48頁。
  - 「システムガイド」、50-51頁。
  - 「完全攻略 イーリッシュ大陸」、52-53頁。
  - 「完全攻略 グラナータ大陸」、54-55頁。
  - 「完全攻略 ダラ大陸」、56-57頁。
  - 「完全攻略 ダラ大陸」、58-59頁。
  - 「完全攻略 全大陸」、60-62頁。
  - 「イラストコレクションズ」、81頁。
  - 「3Dキャラクターギャラリー」、82-83頁。
  - 「設定資料集 アンデューク」、84頁。
  - 「設定資料集 カイザーク」、85頁。
  - 「設定資料集 妖魔」、86頁。
  - 「設定資料集 魔族」、87頁。
  - 「設定資料集 Danger Angel全世界イメージ」、88-89頁。
- 『minky 10周年記念号』メディアックス、2003年5月。 - 上記マテリアルガイド付録。
  - 「SOFT RELEASE」、13頁。

### オンラインの情報源
- 公式ウェブサイト
  - 佐々木良和 (2003年1月). “ミンクの社窓から”.   ミンク. 2003年8月7日時点のオリジナルよりアーカイブ。2019年9月30日閲覧。
  - “Dangel (PC-98)”.   MobyGames. 2019年1月31日時点のオリジナルよりアーカイブ。2019年2月20日閲覧。